# John Litchfield
Pour les articles homonymes, voir Litchfield.
John Shirley Sandys Litchfield, né le 27 août 1903 et mort le 31 mai 1993, est un officier de la marine royale britannique (Royal Navy), devenu ensuite homme politique.
Après la Seconde Guerre mondiale, il a commandé le cuirassé HMS Vanguard et est cité à l’Ordre de l'Empire britannique (Order of the British Empire). Il est ensuite député conservateur de Chelsea. John Litchfield entretenait aussi des liens de sympathie particulière avec la famille royale.

## Études
John Litchfield est le fils d'un rear admiral de la marine royale britannique, Sir F.S. Litchfield-Speer. Il étudie à l'université navale royale d'Osborne où il reçoit une éducation militaire stricte. Il poursuit ses études à l'Université navale royale de Dartmouth, et plus tard à l'Université de la défense (Defence Academy of the United Kingdom (en)). Durant cette scolarité, il effectue un voyage d'échange à l'université nationale de la guerre aux États-Unis.

### Liens royaux
À Dartmouth, John Litchfield est invité à «garder discrètement» à l'œil Charles de Belgique en visite chez Édouard VIII, et est un peu plus tard désigné pour accompagner le prince de Galles à bord du navire HMS Renown, lors d’une visite en Extrême-Orient.
En 1922, au mariage de Lord Louis Mountbatten, Litchfield marche accidentellement sur le pied de l'ancien premier ministre Herbert Asquith. Confus il s’en excuse, et le premier ministre de lui répondre :  « Oh ! je ne suis plus au parlement ».
La même année, Sir Mountbatten lui apprend en personne, par téléphone, le décès de son père, ce qui montre la sympathie existant entre les deux hommes.
Nommé aspirant (élève-officier) auprès du Roi lors d’un voyage à l'île de Wight, en 1924, Litchfield faillit heurter le voilier de George V avec son bateau à moteur. Il dira plus tard avoir entendu une exclamation disant « ma peinture, jeune homme ! ».
En 1929, Litchfield est signalé par les journaux comme naviguant sur le fleuve Yang Tsé Kiang. Un peu plus tard il effectue un voyage en chemin de fer par le Transsibérien et, parvenu à Moscou, il photographie le Kremlin. Cet incident lui vaut d'être détenu par la Guépéou comme espion étranger. Le goût de Litchfield pour la photographie et le cinématographe a permis d'enrichir la cinémathèque des opérations navales, tant visitée par les historiens.
Dans les années 1930, John Litchfield aurait participé à des enquêtes et à des arrestations de terroristes arabes lors de missions en Palestine.

### Seconde guerre mondiale
Pendant la Seconde Guerre mondiale, John Litchfield sert sur le croiseur HMS Norfolk, chargé d'escorter des convois vers l'URSS puis de faciliter les débarquements alliés en Afrique du Nord. Plus tard, il est affecté au sein des services préparant le débarquement du 6 juin 1944.
Après avoir été directeur adjoint du Renseignement naval de 1949 à 1950, il commande le HMS Vanguard, le dernier cuirassé de la marine britannique, du 21 décembre 1951 au 18 janvier 1953. Ce navire devait transporter le roi et la reine d'Angleterre en Afrique du Sud en 1952, mais la mort du roi annulera ce projet de voyage.

### Fin de carrière
John Litchfield, frappé de neurasthénie en 1952, est mis en congé de maladie pendant six mois, puis finit sa carrière dans la marine comme directeur des opérations à l'Amirauté, entre 1953 et 1954.
Mis à la retraite en 1955 avec son grade de captain, il décide d'entrer en politique au sein du parti conservateur. Il est élu au County Council de Kent (en) la même année, pour un mandat de trois ans.

### Le Parlement
Au Parlement, John Litchfield, déçu par Margaret Thatcher qui était membre du même Parti conservateur, se présente en 1959 aux élections générales dans la circonscription sûre de Chelsea, mais sa candidature est très controversée, car Chelsea était le fief détenu par un autre membre du même parti depuis de nombreuses années. Il est néanmoins confortablement élu contre le candidat adverse Nicholas Ridley.
Pendant l'affaire Profumo, John Litchfield fait partie du petit groupe des conservateurs qui estime que Harold Macmillan (qui doit démissionner de son poste de Premier ministre), avait été victime mais non fautif en maintenant John Profumo dans le gouvernement.

### La retraite
John Litchfield quitte la vie politique en 1966. Il participe ensuite au tournage de films en s'inspirant de son expérience de marin et en particulier de sa participation aux convois vers la Russie. Il soutient le capitaine Jack Broome (en) dans son procès pour diffamation contre l'écrivain David Irving, historien révisionniste (négationniste) britannique.

## Distinctions
- Ordre de l'Empire britannique : Most Excellent Order of the British Empire

## Sources
- (en) Cet article est partiellement ou en totalité issu de l’article de Wikipédia en anglais intitulé « John Litchfield (politician) » (voir la liste des auteurs).